# Plomo
El plomo es un elemento químico de la tabla periódica, cuyo símbolo es Pb (del latín « plumbum ») y su número atómico es 82 según la tabla actual, e inicialmente no iba a formar parte de la tabla periódica de Mendeléyev. Este químico no lo reconoció inicialmente como un elemento metálico común por su gran elasticidad molecular. Cabe destacar que la elasticidad de este elemento depende de la temperatura ambiente, la cual extiende sus átomos.
El plomo es un metal pesado de densidad relativa o gravedad específica 11,4 a 16 °C, de color gris oscuro, que se empaña para adquirir un color gris mate. Es flexible, algo elástico y se funde con facilidad. Su fusión se produce a 327,4 °C y hierve a 1725 °C. Las valencias químicas normales son 2 y 4. Es relativamente resistente al ataque del ácido sulfúrico y del ácido clorhídrico, aunque se disuelve con lentitud en ácido nítrico y ante la presencia de bases nitrogenadas. El plomo es anfótero, ya que forma sales de plomo de los ácidos, así como sales metálicas del ácido plúmbico. Tiene la capacidad de formar muchas sales, óxidos y compuestos organometálicos.

## Características generales
Los compuestos de plomo más utilizados en la industria son los óxidos de plomo, el tetraetilo de plomo y los silicatos de plomo. El plomo forma aleaciones con muchos metales, y, en general, se emplea en esta forma en la mayor parte de sus aplicaciones. Es un metal pesado y tóxico, y la intoxicación por plomo se denomina como saturnismo o plumbosis.

## Isótopos del plomo
El plomo está constituido por muchos isótopos, siendo estables cuatro de ellos: 204Pb, 206Pb, 207Pb, y 208Pb.
Al 204Pb se le conoce como plomo primordial, y el 206Pb, 207Pb y 208Pb se forman por la desintegración radioactiva de dos isótopos del uranio (235U y 238U) y un isótopo del torio (232Th).
El 210Pb es radioactivo y un precursor del 210Po en la serie de decaimiento del 238U.
La concentración de 210Pb en fumadores es el doble que la concentración en no fumadores. Esta diferencia se atribuye a la inhalación de 210Pb en el humo del tabaco.

## Fuentes de plomo

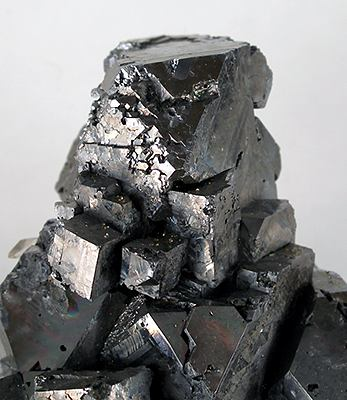
Galena, mena de plomo

## Historia

La producción mundial de plomo alcanzó su punto máximo en el período romano y la Revolución Industrial.

### Era Clásica

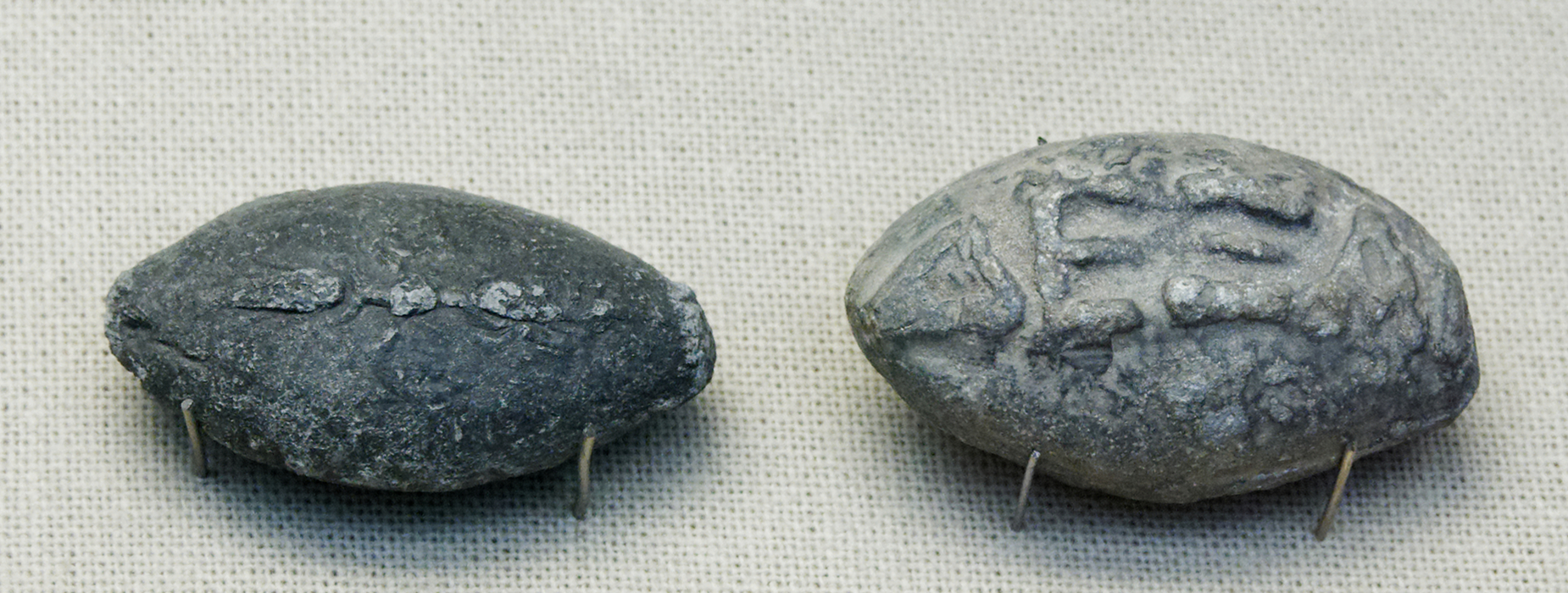
Proyectiles de plomo para honda, griegos antiguos, con un rayo alado moldeado en un lado y la inscripción "ΔΕΞΑΙ" ('tomar eso' o 'atrapar'), en el otro lado.

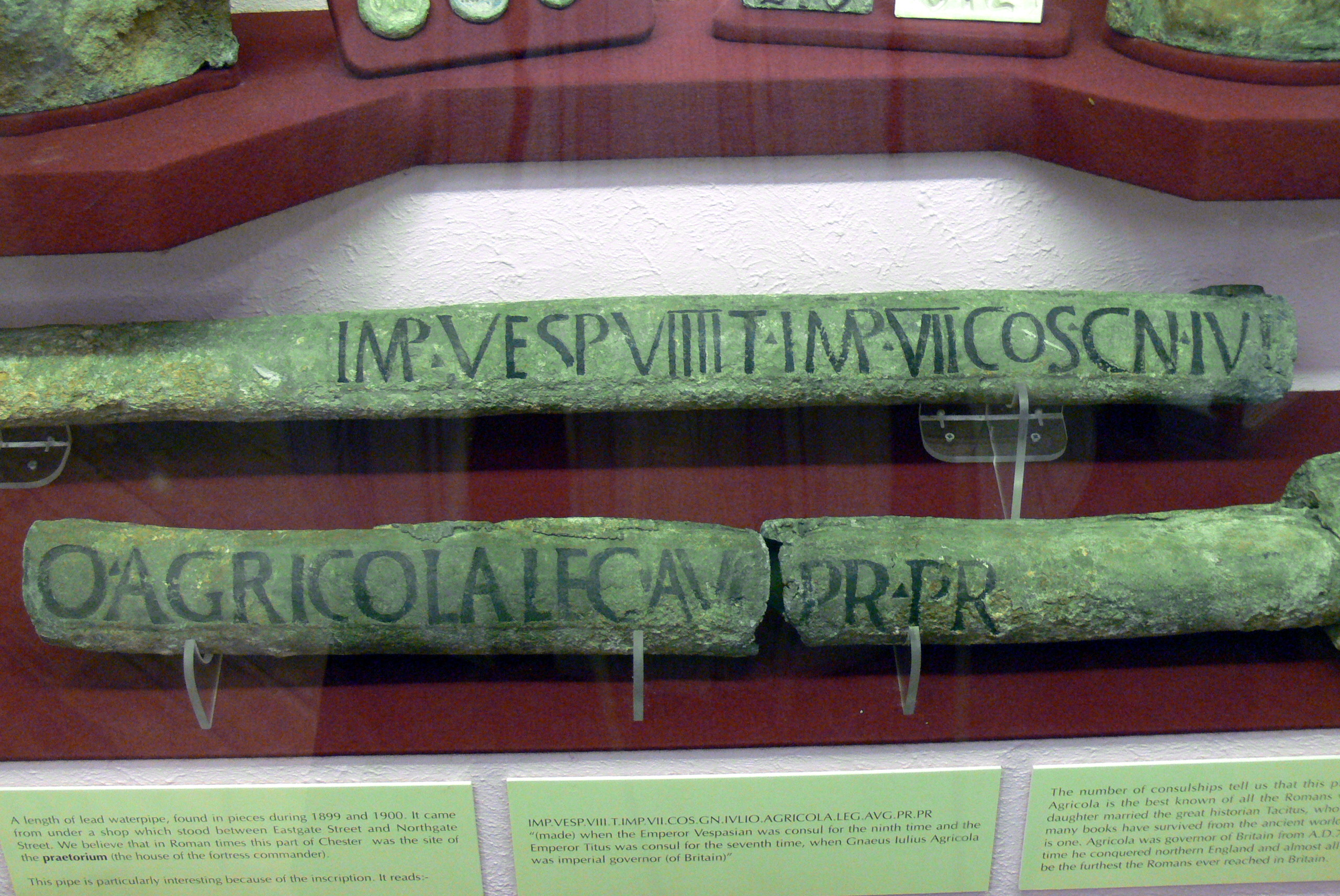
Tuberías de plomo romanas. La inscripción dice: "Hecho cuando el emperador Vespasiano era cónsul durante el noveno mandato y el emperador Tito era cónsul durante el séptimo mandato, cuando Cneo Julio Agrícola era gobernador imperial (de Gran Bretaña)".

### Edad Media y Renacimiento

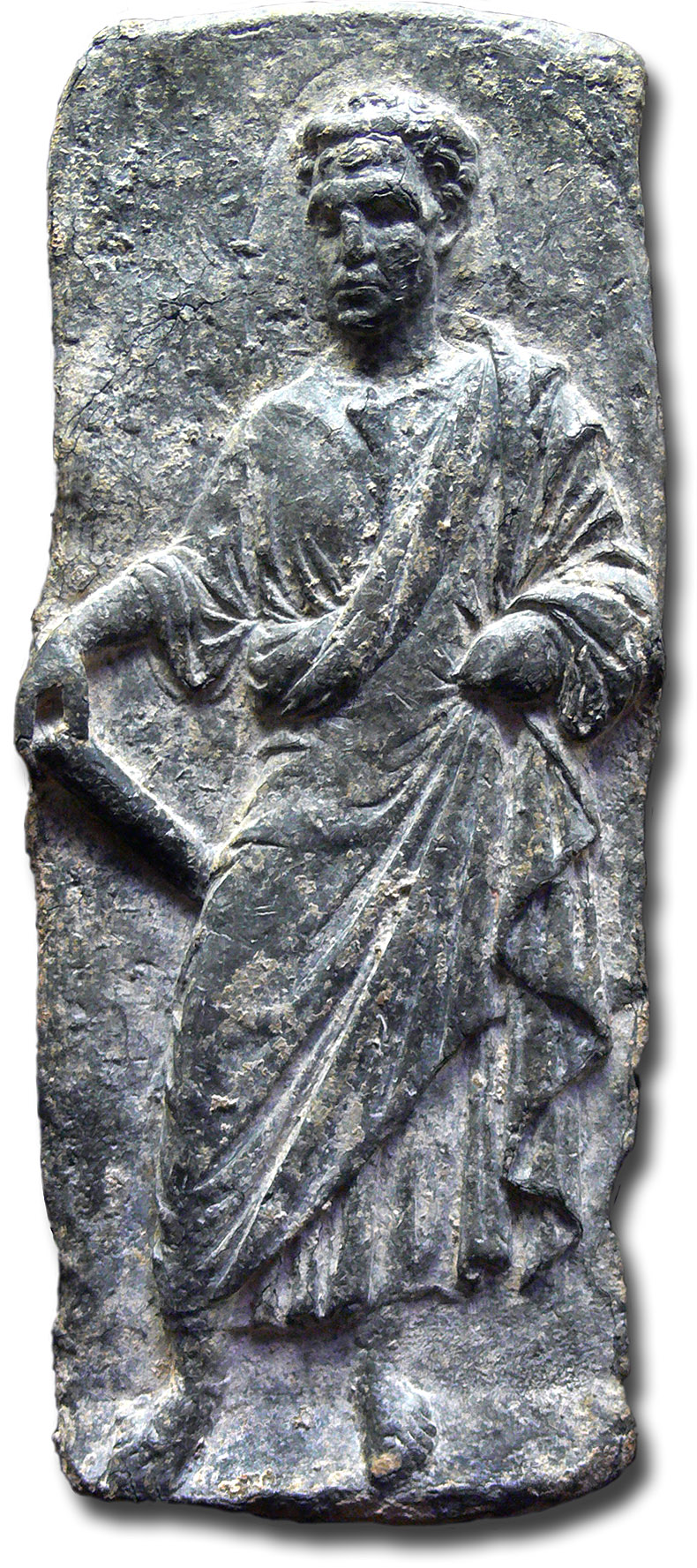
Bajorrelieve de plomo, en el Museo Cluny (París)

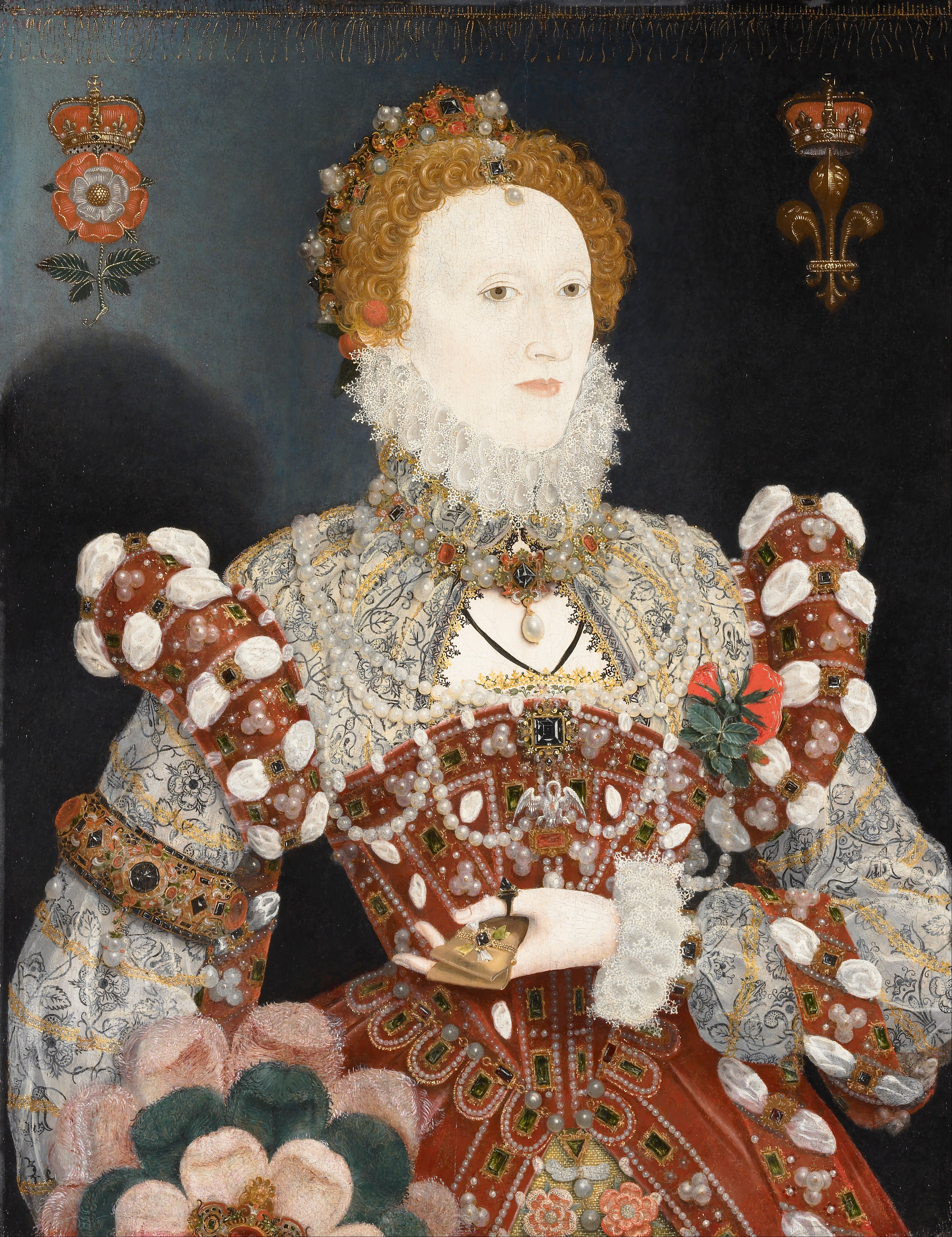
Isabel I de Inglaterra se representaba comúnmente con una cara blanqueada. Se cree que el plomo en los blanqueadores faciales habría podido contribuir a su muerte.

### Fuera de Europa y Asia

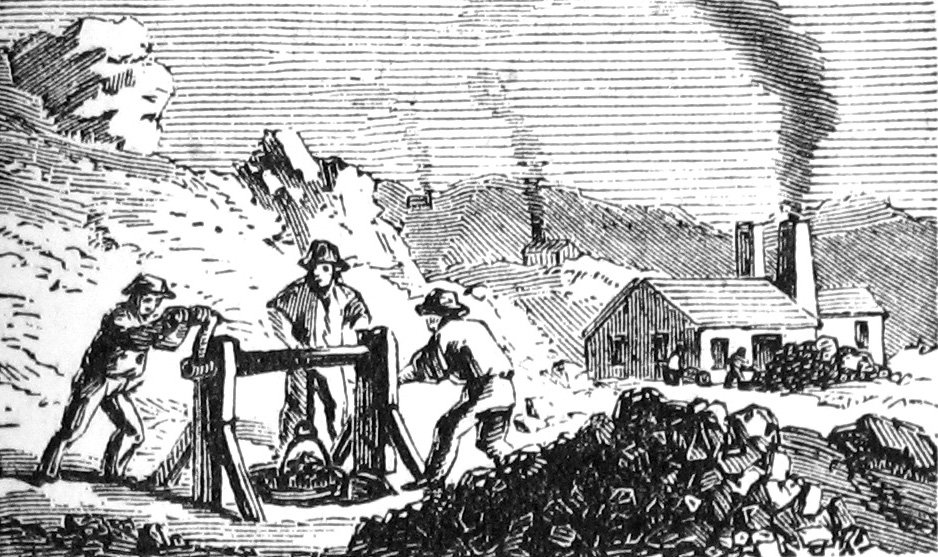
Extracción de plomo en la región superior del río Misisipi en los Estados Unidos en 1865

### Revolución industrial

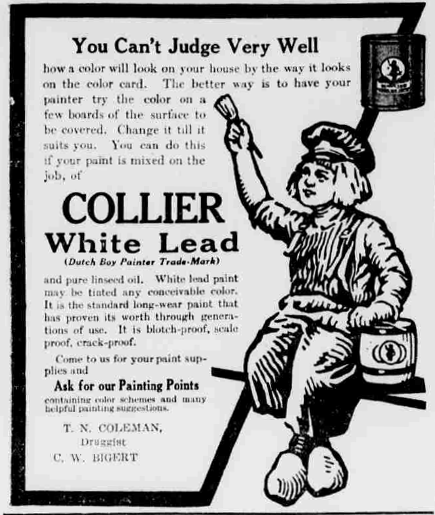
Cartel promocional para pintura de plomo Dutch Boy Estados Unidos, 1912

### En la actualidad

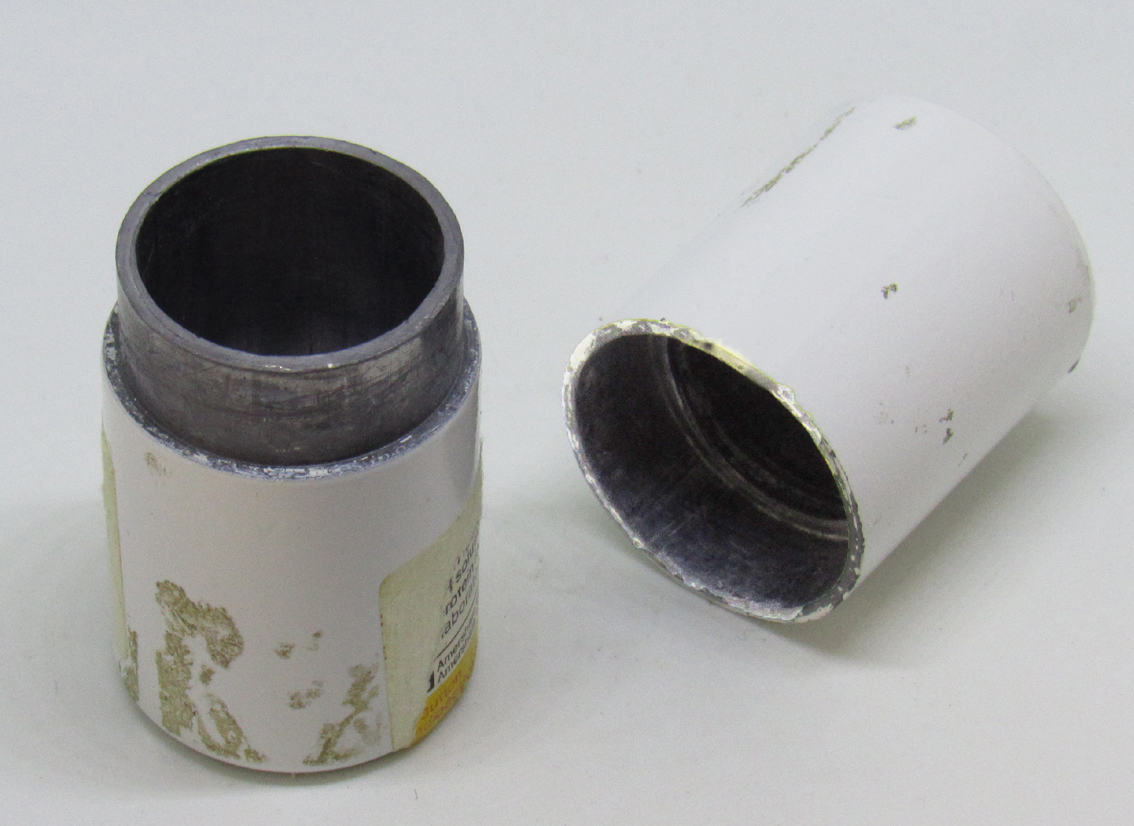
Contenedor de plomo para el transporte de isótopos radiactivos